# Oyamada Nobushige
Oyamada Nobushige est un nom japonais traditionnel ; le nom de famille (ou le nom d'école), Oyamada, précède donc le prénom (ou le nom d'artiste).
Oyamada Nobushige (小山田 信茂, né en 1545 et mort le 16 avril 1582) est un samouraï japonais du clan Takeda. Il sert successivement les daimyos Takeda Shingen et Takeda Katsuyori. Il est considéré comme un des « 24 généraux de Shingen Takeda », les plus grands commandants du clan. Il tient également le château d'Iwadono et participe aux batailles de Kawanakajima, Mikata-Ga-Hara et Nagashino.
Lors de l'invasion de la province de Kai par Tokugawa Ieyasu et Oda Nobunaga en 1582, Takeda Katsuyori se réfugie au château d'Iwadono. Nobushige lui en ferme alors les portes. Sans place forte où s'abriter, Katsuyori est défait le 3 avril, à la bataille de Tenmokuzan.
Après sa trahison, quand Nobushige se rend au camp du clan Oda, il est exécuté par Horio Yoshiharu, un officier d'Oda Nobunaga.

## Source de la traduction
- (en) Cet article est partiellement ou en totalité issu de l’article de Wikipédia en anglais intitulé « Oyamada Nobushige » (voir la liste des auteurs).